# الکس دیرینر
الکس دیرینر (انگلیسی: Alex Dieringer؛ زادهٔ ۶ ژوئن ۱۹۹۳) کشتی‌گیر اهل ایالات متحده آمریکا است.
وی در مسابقات کشوری و بین‌المللی در مجموع برندهٔ ۱۰ مدال طلا، ۱ مدال نقره، ۵ مدال برنز شده است.